# Seznam poštovních známek České republiky 2019
Seznam českých poštovních známek vydaných v roce 2019
| číslo | datum              | nominální hodnota | rozměr     | grafika                         | rytí            | název                                                          |
| ----- | ------------------ | ----------------- | ---------- | ------------------------------- | --------------- | -------------------------------------------------------------- |
| 1016  | 20. ledna 2019     | A                 | 40 × 23 mm | Vladimír Suchánek               |                 | Tradice české známkové tvorby: Adolf Born                      |
| 1017  | 20. ledna 2019     | 19 Kč             | 23 × 40 mm | Pavel Sivko                     |                 | Osobnosti: Petr Eben                                           |
| 1018  | 20. ledna 2019     | A                 | 23 × 40 mm | Josef Dudek                     |                 | 100. výročí založení Masarykovy univerzity                     |
| 1019  | 14. února 2019     | 45 Kč             | 30 × 88 mm | Eva Hašková, Jan Maget          | Václav Fajt     | Století Jiřího Hanzelky a Miroslava Zikmunda: Miroslav Zikmund |
| 1020  | 14. února 2019     | 45 Kč             | 30 × 88 mm | Eva Hašková, Jan Maget          | Václav Fajt     | Století Jiřího Hanzelky a Miroslava Zikmunda: Jiří Hanzelka    |
| 1021  | 14. února 2019     | 19 Kč             | 40 × 23 mm | Jan Kavan                       | Bohumil Šneider | Osobnosti: Rudolf Tomáš Jedlička                               |
| 1022  | 6. března 2019     | A                 | 40 × 23 mm | Adolf Absolon                   | Martin Srb      | Les Království                                                 |
| 1023  | 6. března 2019     | 45 Kč             | 23 × 40 mm | Karel Zeman                     | Jaroslav Tvrdoň | Suverénní řád maltézských rytířů                               |
| 1024  | 6. března 2019     | 19 Kč             | 23 × 40 mm | Jiří Slíva                      |                 | České vynálezy: Kostkový cukr                                  |
| 1025  | 3. dubna 2019      | 23 Kč             | 40 × 23 mm | Eva Hašková                     | Miloš Ondráček  | 100. výročí zahájení vydávání československé měny              |
| 1026  | 24. dubna 2019     | E                 | 33 × 33 mm | Jaromír Knotek, Libuše Knotková |                 | EUROPA: Národní ptáci – Ledňáček říční                         |
| 1027  | 22. května 2019    | E                 | 40 × 50 mm | Adolf Absolon                   | Martin Srb      | Pražský hrad v ročních obdobích: léto                          |
| 1028  | 22. května 2019    | E                 | 40 × 50 mm | Adolf Absolon                   | Martin Srb      | Pražský hrad v ročních obdobích: zima                          |
| 1029  | 22. května 2019    | 27 Kč             | 23 × 40 mm | Renáta Fučíková                 |                 | Osobnosti: Gelasius Dobner                                     |
| 1030  | 22. května 2019    | A                 | 30 × 23 mm | Jaroslav Němeček                |                 | 50 let čtyřlístku – modrá                                      |
| 1031  | 22. května 2019    | A                 | 30 × 23 mm | Jaroslav Němeček                |                 | 50 let čtyřlístku – oranžová                                   |
| 1032  | 22. května 2019    | E                 | 19 × 23 mm | Anna Khunová                    |                 | Pampeliška                                                     |
| 1033  | 12. června 2019    | 27 Kč             | 40 × 50 mm | Martin Srb                      |                 | Umělecká díla na známkách: Zdeněk Sýkora                       |
| 1034  | 12. června 2019    | 45 Kč             | 40 × 50 mm | Václav Fajt                     | Václav Fajt     | Umělecká díla na známkách: Václav Radimský                     |
| 1035  | 26. června 2019    | A                 | 40 × 23 mm | Kryštof Krejča                  |                 | Jan Palach a Jan Zajíc                                         |
| 1036  | 26. června 2019    | A                 | 40 × 23 mm | Milan Bauer                     |                 | Technické památky: První koňská tramvajová linka               |
| 1037  | 26. června 2019    | Z                 | 23 × 40 mm | Jan Kavan                       |                 | Mahátma Gándhí                                                 |
| 1038  | 4. září 2019       | 19 Kč             | 40 × 23 mm | Libuše Knotková, Jaromír Knotek | Martin Srb      | Ochrana přírody: Zoologické zahrady IV – ZOO PROTIVÍN          |
| 1039  | 4. září 2019       | 23 Kč             | 40 × 23 mm | Libuše Knotková, Jaromír Knotek | Martin Srb      | Ochrana přírody: Zoologické zahrady IV – ZOO VYŠKOV            |
| 1040  | 4. září 2019       | 27 Kč             | 40 × 50 mm | Libuše Knotková, Jaromír Knotek | Martin Srb      | Ochrana přírody: Zoologické zahrady IV – ZOO HLUBOKÁ           |
| 1041  | 4. září 2019       | 33 Kč             | 40 × 50 mm | Libuše Knotková, Jaromír Knotek | Martin Srb      | Ochrana přírody: Zoologické zahrady IV – ZOO LIBEREC           |
| 1042  | 4. září 2019       | E                 | 50 × 29 mm | Petr Ptáček                     |                 | Svět v oblacích: Electra 10A v barevném provedení v letu       |
| 1043  | 4. září 2019       | E                 | 50 × 29 mm | Petr Ptáček                     |                 | Svět v oblacích: Electra 10A v černobílém provedení            |
| 1044  | 4. září 2019       | A                 | 23 × 30 mm | Karel Zeman                     |                 | Vítěz nad časem                                                |
| 1045  | 2. října 2019      | A                 | 40 × 23 mm | Pavel Sivko                     | Jaroslav Tvrdoň | Český design: Václav Král                                      |
| 1046  | 2. října 2019      | E                 | 44 × 54 mm | Eva Hašková, Jan Maget          |                 | Českoslovenští letci v RAF: Emblémy                            |
| 1047  | 2. října 2019      | E                 | 44 × 54 mm | Eva Hašková, Jan Maget          |                 | Českoslovenští letci v RAF: F. Peřina                          |
| 1048  | 23. října 2019     | A                 | 40 × 23 mm | Jiří Suchý                      |                 | Divadlo Semafor – 60 let                                       |
| 1049  | 23. října 2019     | 23 Kč             | 44 × 54 mm | Eva Hašková, Jan Maget          |                 | České herečky a herci: Dana Medřická                           |
| 1050  | 23. října 2019     | 27 Kč             | 44 × 54 mm | Eva Hašková, Jan Maget          |                 | České herečky a herci: Radovan Lukavský                        |
| 1051  | 13. listopadu 2019 | 44 Kč             | 40 × 50 mm | Zdeněk Netopil                  | Václav Fajt     | 30. výročí sametové revoluce a Karel Kryl                      |
| 1052  | 13. listopadu 2019 | A                 | 23 × 40 mm | Pavel Dvorský                   |                 | Osobnosti: Ivan Blatný                                         |
| 1053  | 13. listopadu 2019 | 19 Kč             | 40 × 23 mm | Klára Melichová                 |                 | 100. výročí založení Československého červeného kříže          |
| 1054  | 13. listopadu 2019 | 45 Kč             | 40 × 50 mm |                                 | Miloš Ondráček  | Umělecká díla na známkách: Ota Janeček                         |
| 1055  | 27. listopadu 2019 | 39 Kč             | 40 × 50 mm | Oto Palán                       |                 | Umělecká díla na známkách: Ladislav Šaloun                     |